# Lê Khắc Xương
Lê Khắc Xương (chữ Hán: 黎克昌; 1440 – 1476) là một vị hoàng tử triều Hậu Lê, con vua Lê Thái Tông trong lịch sử Việt Nam.

## Tiểu sử
Lê Khắc Xương là hoàng tử thứ hai của Lê Thái Tông, mẹ là Bùi Quý nhân (con gái của Bùi Cầm Hổ), cũng là anh của Lê Thánh Tông và Lê Nhân Tông. Ngày 16 tháng 11 năm Đại Bảo thứ 2 (tháng 12 năm 1441), Thái Tông lập hoàng tử thứ ba là Lê Bang Cơ làm Hoàng thái tử, người vốn được lập Hoàng thái tử trước đó là Lê Nghi Dân được phong làm Lạng Sơn vương và Khắc Xương được phong làm Tân Bình vương (新平王). Sau khi Lê Nghi Dân tiếm ngôi, Khắc Xương được cải hiểu làm Cung vương (恭王).
Khi các đại thần là Nguyễn Xí, Đinh Liệt xướng nghĩa giết Lê Nghi Dân thành công, sau đó giáng Nghi Dân xuống tước Hầu. Trong triều có người muốn đưa Lê Tư Thành lên làm vua, nhưng quan Tư Đồ Lê Lăng can rằng: Lê Tư Thành còn có người anh là Lê Khắc Xương, không nên bỏ anh lập em để lại dẫm vào vết xe đổ Bang Cơ – Nghi Dân. Ngày 7 tháng 6 Canh Thìn (1460), Lê Lăng cùng triều thần đến đón Cung vương Lê Khắc Xương tôn lập hoàng đế, nhưng Lê Khắc Xương đã một mực từ chối. Nhờ vậy, triều thần mới tôn lập Gia vương Lê Tư Thành lên ngôi. Sau khi yên vị ngai vàng, năm 1462 Lê Thánh Tông nghe lời dèm pha của kẻ xấu về Khắc Xương, cùng trong lòng vẫn nặng nỗi hận kế vị, nhà vua đã gán tội giết chết quan Tư đồ Lê Lăng.
Ngày 16 tháng 7 năm Hồng Đức thứ 7 (1476), Lê Thánh Tông nghe lời dèm pha Khắc Xương mưu đồ tạo phản mà cho bắt giam Khắc Xương vào ngục. Đến ngày 6 tháng 8 (âm lịch), vì quá lo nghĩ mà Khắc Xương qua đời trong ngục. Theo Đại Việt thông sử và Khâm định Việt sử Thông giám cương mục nhận xét, ông là một người "phong nhã đạm bạc, ăn mặc chi dùng dè xẻn, chất phác như nho sinh". Năm 1479, Lê Thánh Tông đã ban chiếu minh oan cho quan Nhập nội hành khiển Nguyễn Trãi và Gián quan Ngự sử Bùi Cầm Hổ (vì vụ án Lệ Chi Viên). Trong chiếu có đoạn:
| “ | Ngự sử công Bùi Cầm Hổ thực là Đại thần trung liệt đã đùm bọc và nuôi dạy Tiên đế ta từ thuở ấu thơ. Nay được đèn trời soi tỏ đức hạnh của người sáng như sao Khuê. Từ nay huynh Vương được đặc ân mang họ Bùi để mãi mãi tỏ rõ lòng ân quốc tính của Tiên Đế đối với dòng dõi người oan khuất. | ” |

Lấy cớ đó, con trai của Khắc Xương là Lê Chân (tức Lê Thủ Chân) được ban "đặc ân" cho theo họ Bùi bên ngoại (mẹ của Khắc Xương là Bùi quý nhân, con gái Bùi Cầm Hổ).

## Gia quyến
Lê Khắc Xương có hai con trai
1. Trưởng tử: Lê Chân (hay Lê Thủ Chân), sau đổi sang họ Bùi.
  - Lê Lộc, ban đầu đổi theo họ Bùi, về sau được khôi phục quốc tính, phong làm Tĩnh Tu công.[13]
    - Lê Bảng, được Vĩnh Hưng hầu Trịnh Tuy và văn thần Nguyễn Sư lập làm vua vào tháng 9 năm 1518, nhân biến loạn dưới triều Lê Chiêu Tông, niên hiệu Đại Đức. Đến tháng 3 năm 1519 thì bị phế truất.[14][15]
    - Lê Do, được Trịnh Tuy lập lên làm vua phế truất Lê Bảng, niên hiệu Thiên Hiến.
2. Thứ tử, không rõ thông tin.